# Glacier de la Pilatte

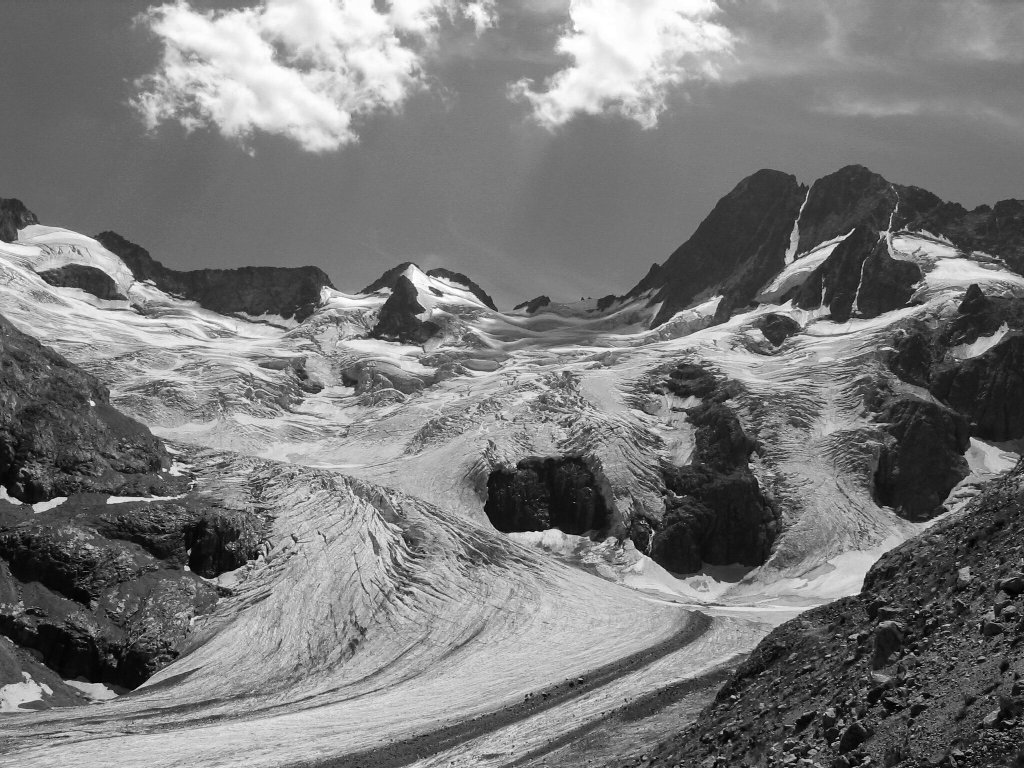
Lodowiec Pilatte (2003 r.); widoczny wschodni obszar akumulacyjny. Od prawej: Les Bans, dwuwierzchołkowe Pointes de la Pilatte, Pointe des Bœufs Rouges (skrajnie z lewej)

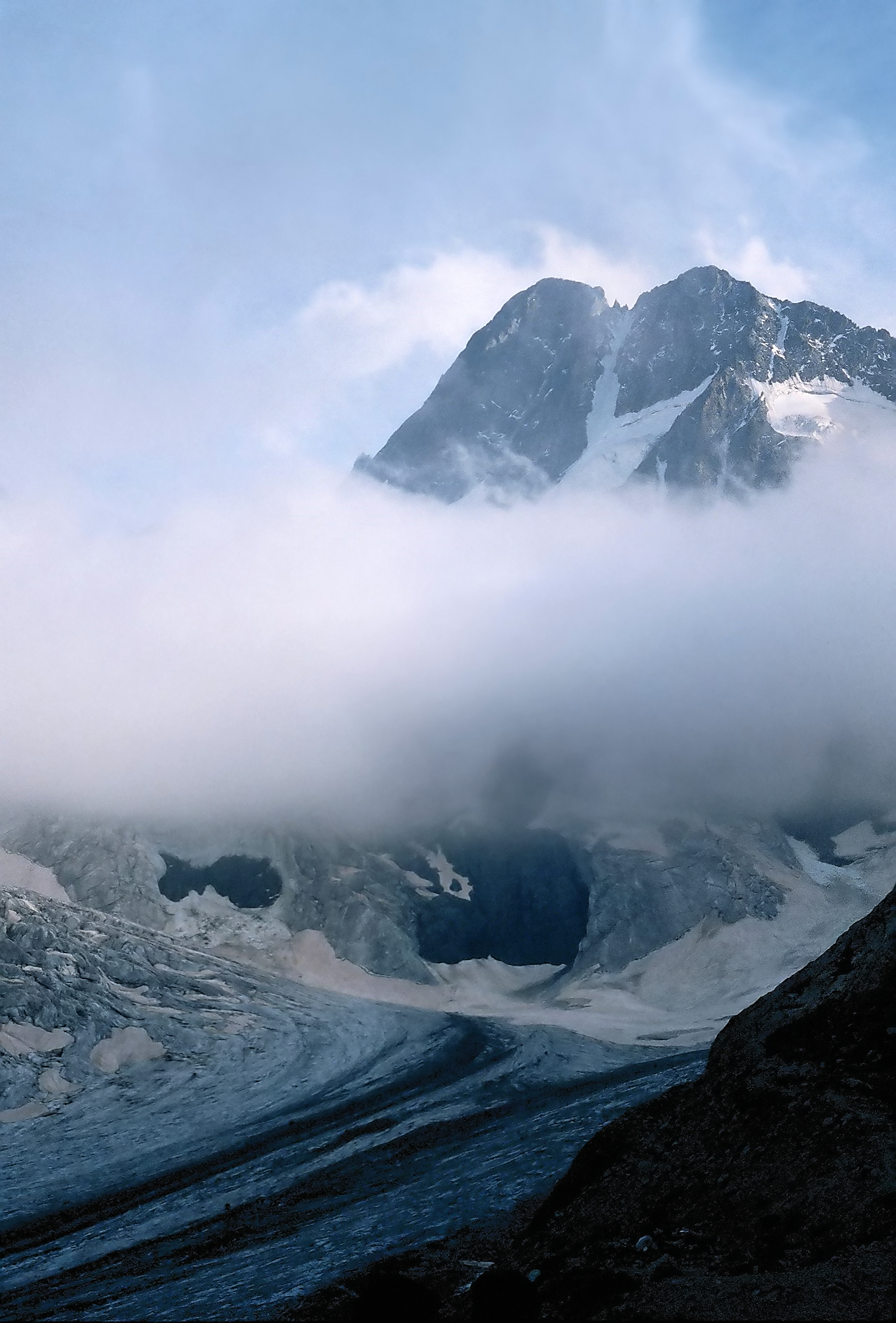
Lodowiec Pilatte u stóp Les Bans (wrzesień 1985)

Glacier de la Pilatte (pol. Lodowiec Pilatte) – lodowiec w Alpach Delfinackich we Francji, w grupie górskiej Écrins.

## Położenie
Znajduje się w południowej części grupy górskiej Écrins. Zajmuje rozległy amfiteatr pokryty polami firnowymi, otwarty w kierunku północnym, natomiast od południa ograniczony grzbietem górskim ze szczytami (idąc z zachodu na wschód): Mont Gioberney (3351 m n.p.m.), Les Bans (3669 m n.p.m.) i Pointe des Bœufs Rouges (3515 m n.p.m.). Od wschodu jego dolinę ogranicza grań biegnąca od Pointe des Bœufs Rouges przez Col du Sélé (3278 m n.p.m.), Pointe du Sélé (3557 m n.p.m.) i Col d'Ailefroide (3363 m n.p.m.) w kierunku rozległego masywu Ailefroide i stanowiąca fragment wododziału między dorzeczami Romanche (na zachodzie) i Durance (na wschodzie). Od zachodu jego dolinę ogranicza krótka grań, odchodząca od Mont Gioberney w kierunku północno-wschodnim, poza którą znajduje się dolinka zajmowana przez niewielki lodowiec Glacier du Says. Obszar zajmowany przez lodowiec Pilatte stanowi zamknięcie doliny Vénéon, zaś wody wypływające spod tego lodowca są źródłowym tokiem rzeki Vénéon. Podłoże obszaru zajmowanego przez lodowiec tworzą łupki krystaliczne i granity.

## Charakterystyka
Po obu stronach skalnych progów podstawy Les Bans schodzą dwie masy lodu. Wschodnia, większa, dociera do końca amfiteatru majestatycznym spiętrzenem seraków. Część zachodnia, schodząca spod Col du Clot (3184 m n.p.m.), jest mniejsza. Na wysokości około 2700 m n.p.m. obie części łączą się, tworząc wyraźny jęzor lodowcowy (o szerokości od 300 do 500 metrów), którego oś, biegnąca początkowo z południa na północ, wygina się wkrótce w kierunku północno-zachodnim. Latem na jęzorze widoczna jest ciemniejsza linia moreny środkowej, wyznaczająca strefę łączenia strug lodowca. Linia te nie biegnie wzdłuż osi lodowca: jej położenie jest proporcjonalne do ilości materiału lodowego, wnoszonego przez obie części strefy akumulacji.
Lodowiec Pilatte jest tzw. „białym lodowcem” (fr. glacier blanc), co znaczy, że jego powierzchnia nie jest przykryta warstwą moreny wierzchniej. Jedynie sam koniec jęzora przykryty jest cienką warstwą rumoszu spadającego ze stromych zboczy wąskiego w tym miejscu koryta, a wyżej jęzor bywa przecinany lokalnie kilkoma wąskimi, płytkimi pasami osadzanego incydentalnie materiału mineralnego. Jęzor lodowca kończy się obecnie (2019 r.) na wysokości schroniska Refuge de la Pilatte.

## Historyczne zmiany lodowca Pilatte
W 1890 roku książę Roland Bonaparte, zajmujący się wówczas m.in. lodowcami alpejskimi, w oparciu o informacje przewodników alpejskich Roderona i Gasparda (ojca) podał, że lodowiec Pilatte w ostatnich czasach znacznie się skrócił. W następnym roku ubytek ten oszacował na 600-700 metrów.
W 1892 r. w odniesieniu do lodowca Pilatte podano, że według pamięci najstarszych mieszkańców przysiółka La Bérarde jęzor lodowca sięgał kiedyś (tj. w pierwszych dziesięcioleciach XIX wieku) prawie do wylotu potoku Coste Rouge, spływającego spod niewielkiego lodowca Glacier de Coste Rouge na północnych zboczach Ailefroide (potwierdzają to obserwacje geomorfologiczne tego fragmentu doliny). Zgodnie z powyższym lodowiec Pilatte musiałby wówczas mieć długość ok. 4,6 km i schodzić w dół do poziomicy ok. 2060 m n.p.m. Począwszy od 1921 r. Zarząd Wód i Lasów (fr. Administration des Eaux et Forêts) wraz ze Służbą Odnowy Ziem Górskich departamentu Isère (fr. Service de la Restauration des Terrains en Montagne de l’Isère, R.T.M.) prowadziły regularne obserwacje i pomiary wybranych parametrów lodowca.
Od 1853 r., kiedy zaczęto prowadzić pierwsze zapisy, lodowiec Pilatte jest w odwrocie.
Powierzchnię lodowca podawano następująco:
- w 1830 r. – 553 ha;
- w 1853 r. – 766 ha (zapewne wraz z Glacier du Says);
- w 1896 r. – 535 ha;
- w 1952 r. – 385 ha.

W 1967 r. ówczesna powierzchnia lodowca wynosiła ok. 360 ha.
Jak pokazują stare fotografie, jeszcze ok. 1900 r. lodowiec Says sięgał lewego skraju jęzora lodowca Pilatte. Można było także wówczas obserwować jeszcze oddziaływanie Szarego Lodowca (fr. Glacier Gris), spływającego ze stoków Ailefroide i napierającego na w prawy brzeg lodowca Pilatte. Około 1920 r. lodowiec Pilatte schodził jeszcze znacznie poniżej skalnego rygla przecinającego dolinę, w którym wyżłobił wąski wąwóz, a koniec jego jęzora rozlewał się szeroko w formie „lwiej łapy”. Glacier du Says był już jednak wówczas mocno cofnięty w górę zbocza i nie miał już połączenia z jęzorem lodowca Pilatte.
„Revue de géographie alpine” podawało w 1967 r. następujące tempo recesji lodowca Pilatte:
- 1893-1922: ubytek długości 335 m, średnio 11,6 m/rok;
- 1922-1927: progresja 13 metrów, średnio 2,6 m/rok;
- 1927-1930: brak zmian;
- 1930-1938: ubytek 37 m, średnio 4,6 m/rok;
- 1938-1950: ubytek 188 m, średnio 15,7 m/rok;
- 1950-1965: ubytek 400 m, średnio 26,6 m/rok.

O tempie zanikania lodowca może świadczyć również to, że w jednym z obserwowanych profili jęzora lodowcowego położenie jego powierzchni w latach 1930–1948 obniżyło się o 20,5 m, natomiast w latach 1950–1962 o kolejne 43,26 m.
Według danych z 1967 r. długość lodowca w rzucie poziomym wynosiła 3300 m. Jego szerokość na poziomie cyrku wynosiła 3000 m, język miał od 300 do 500 m szerokości. Kończył się on wówczas punktowo, we wspomnianym wąwozie o dość stromym zboczu (40%).
Od roku 2000 do 2008 czoło lodowca Pilatte cofnęło się o 150 metrów, co daje średni odwrót prawie dwadzieścia metrów rocznie. Maksymalny ubytek długości lodowca Pilate w tym okresie wyniósł 38 m (w 2002 r.). Jednocześnie tylko w latach 2001 i 2008 bilans masy lodowca był pozytywny, co przełożyło się na najmniejsze ubytki jego długości (odpowiednio 3 i 6 m).

## Turystyka
Doskonały widok na lodowiec (zwłaszcza jego wschodnią część) i otaczający je skalny amfiteatr rozpościera się spod schroniska Pilatte. Sam lodowiec jest często odwiedzany przez alpinistów i turystów górskich. Ci pierwsi korzystają z biegnących jego powierzchnią dróg wejściowych m.in. na Les Bans. Ci drudzy jeszcze do lat 90. XX w. korzystali z tras wiodących przez stosunkowo łatwe przełęcze: na wschodzie Col du Sélé do doliny Celse Nière (Vallouise) lub na zachodzie Col du Gioberney do doliny Gioberney (Valgaudemar). Wraz z recesją lodowca, także w jego strefie akumulacyjnej, coraz większe trudności sprawiają jednak (zwłaszcza w pełni lata) bardzo liczne szczeliny lodowcowe, a także przejścia przez szczeliny brzeżne lodowca oraz wejścia na pozbawione już pokrywy lodowo-firnowej fragmenty grani.